# Apanteles procoxalis
Apanteles procoxalis är en stekelart som beskrevs av Karl-Johan Hedqvist 1965. Apanteles procoxalis ingår i släktet Apanteles och familjen bracksteklar. Inga underarter finns listade i Catalogue of Life.